# Démétrios z Faléru
Démétrios z Faléru, též Démétrios Falérský, řecky Δημήτριος Φαληρεύς (asi 350 př. n. l. – asi 283 př. n. l.) byl řecký řečník, filozof a politik. Byl žákem peripatetika Theofrasta. Věnoval se též dějepisectví, gramatice a literární kritice.
Diogenes Laertios mu věnoval portrét ve své známé knize Život a názory slavných filozofů (v knize páté věnované peripatetikům), kde uvádí výčet jeho děl z velké škály oborů. Žádný z Démétriových spisů se však nedochoval. Bývá mu připisován dochovaný spis O slohu (περὶ ἑρμηνείας), o něm však bylo prokázáno, že je dílem pozdějšího autora 2. století.
Je považován za posledního z velkých řečníků, dle Cicerona je "posledním řečníkem známým podle jména".
Roku 317 př. n. l. byl dosazen makedonským králem Kassandrem do úřadu správce Athén, který zastával deset let. Démétriem I. Poliorkétem byl ovšem z Athén vyhnán, uprchl do Théb a následně do Alexandrie, kde působil na dvoře Ptolemaia I. Sótéra a zasloužil se zde o založení Alexandrijské knihovny (dle Strabóna). I z Alexandrie byl však nakonec vyhnán Ptolemaiem Filadelfem.